# Primitive Technology
Primitive Technology YouTube-kanal, der er baseret i Far North Queensland, Australien. Den styres af John Plant der med primitiv teknologi fremstiller en lang række genstande og bygninger, og som har opnået stor popularitet.
Hver video guider seeren igennem et eller flere projekter fra start til slut, hvor teknikker og metoder bliver brugt til at fremsitllet værktøj eller bygninger. På sin blog fortæller bagmanden, at han bygger "fuldstændig fra bunden uden brug af moderne værktøj eller materialer", og kun bruger, hvad han kan finde i området i form af plantematerialer, ler, jord og sten. Han studerer forskellige teknologier, som han arbejder med, i bøger og på internettet, og  fremviser stor dygtighed i håndværk, viden, tålmodighed og detaljer i sit arbejde. I nogle videoer forbedrer og udbygger han tidligere projekter (eksempelvis at udskifte et tag af blade til bark eller tilføje et ildsted med skorsten til et eksisterende hus).
Videoerne er ikke en demonstration af overlevelsesteknikker. På sin blog beskriver han det som sin hobby, at "fremstillet primitive hytter og værktøj fra bunden kun ved brug af naturlige materialer fra vildmarken." Ifølge en Q&A-sektion på hans hjemmeside bor han i et moderne hus, og lever af moderne mad. Han siger, at han ikke har indfødte forfædre, og at han ikke har været i hæren. Ved at fremstillet stenøkser, forskellige hytter, keramik, ild og en simpel smeltedigel til jern, en skorsten, seng og våben får han viden om den øgede interesse for primitiv samfund og levevilkår.
Siden den første video med Primitive Technology blev uploadet den 1. maj 2015 har han fået millioner af seere, helt uden at sige noget som helst. Kanalen er gået viralt. En enkelt video, hvor han fremstiller trækul, kaldet "Making Charcoal", blev set 1,5 millioner gange på blot 2 dage. I midten af juni 2017 har kanalen 4,77 millioner følgere og videoerne er set over 299 millioner gang.